# Liga Juvenil Comunista de los Estados Unidos
La Liga Juvenil Comunista de los Estados Unidos de América (en inglés: Young Communist League USA, abreviado en YCLUSA) es una organización política juvenil vinculada al Partido Comunista de los Estados Unidos (CPUSA). Anteriormente era miembro de la Federación Mundial de la Juventud Democrática y editaba la revista Dynamic. La organización se auto-disolvió en noviembre de 2015. En 2019, en la 39 convención del partido CPUSA, la organización juvenil fue establecida de nuevo.
Aunque independiente, en sus últimos años la organización quedó bajo el control directo del Partido Comunista de los Estados Unidos.  Después de una reacción violenta de los miembros hacia la suspensión de las elecciones y cambios ideológicos hacia la derecha, la membresía se desplomó.  El 14 de noviembre de 2015, el Comité Nacional del CPUSA votó a favor de suspender la financiación de la Unión de Jóvenes Comunistas y posteriormente se disolvió la organización.
En 2019, en la 39.ª convención del partido, se restableció la organización.

## Historia

### Primeros años
La división de 1920 del Partido Socialista de América también afectó a su sección juvenil.  La sección juvenil se declaró una organización independiente en el otoño de 1919, simpatizante de la ala izquierda que había sido expulsado o abandonado el partido.  
Una parte de esta organización de la "Liga Socialista de Jóvenes Independientes" abandonó la actividad durante este período, mientras que los funcionarios del grupo, incluido en primer lugar el Secretario Ejecutivo Oliver Carlson, intentaron llevar al grupo a una posición de neutralidad entre  las dos facciones en guerra del comunismo estadounidense, el Partido Comunista de América y el Partido Obrero Comunista de América.

### El periodo de los años 20
Ya en 1920 existía el esqueleto de una "Liga Comunista de Jóvenes". Esta organización envió a un delegado fraterno a la 2.ª Convención del Partido Comunista Unido, celebrada en Kingston del 24 de diciembre de 1920 al 2 de enero de 1921. Se entregó un informe de  este delegado sobre la situación de la juventud en Estados Unidos y la convención en ese momento primero decidió establecer una sección juvenil seria, que se llamaría la Liga de Jóvenes Comunistas.  
La resolución aprobada por la convención prometió que el PCE brindaría asistencia a su sección juvenil ayudando a producir y distribuir su literatura, ayudando a obtener el control de las unidades existentes del YPSL Independiente y organizándolas en grupos comunistas, ayudando a organizar nuevas unidades,  brindándole asistencia financiera, prestándole oradores y maestros, y otorgándole espacio en los periódicos oficiales del partido.
Debido a la presión del gobierno estadounidense gracias al Primer Temor Rojo, todo el movimiento comunista en Estados Unidos había operado un modelo clandestino de organización, similar al del Partido Obrero Socialdemócrata de Rusia antes de la Revolución Rusa. La YCLUSA no fue diferente, sus líderes y miembros hicieron uso de seudónimos y celebraron sus reuniones en secreto.
Esto no significaba que no hubiera una convención nacional de la organización.  La convención de fundación de la YCLUSA se llevó a cabo a principios de mayo de 1922, aparentemente en Bethel, Connecticut.  Fue una reunión pequeña y discreta, que incluyó solo catorce delegados de cuatro de los doce distritos nacionales del Partido Comunista.  La reunión escuchó un informe de Max Bedacht del partido de adultos que trata sobre las discusiones y decisiones del 3.er Congreso de la Internacional Comunista y su conferencia especial de febrero de 1922.  
La convención adoptó una constitución y un programa para la YCLUSA, así como una resolución que delinea la relación de la liga juvenil con el partido de adultos. Se eligió un Comité Ejecutivo Nacional gobernante de cinco miembros. La tarifa de iniciación para unirse a la YCLUSA era de 50 centavos y las cuotas eran de 25 centavos por mes, recibo con sellos emitidos por la Oficina Nacional.  La unidad básica de organización era el "grupo" que constaba, idealmente, de cinco a diez miembros y se reunía por lo menos cada dos semanas. Los grupos eligieron a sus propios capitanes para coordinar sus actividades con el centro.  Varios grupos formaban parte de una "sección" de hasta cinco grupos;  varias secciones formaban parte de un "subdistrito", que a su vez era una subdivisión de los "distritos" geográficos regulares del Partido Comunista.
La forma clandestina de organización hizo que fuera muy difícil atraer y retener reclutas de calidad: el reclutamiento tenía que ser de boca en boca, la distribución de literatura subrepticia, la publicidad de las reuniones no existía. En consecuencia, se avanzó muy poco en la construcción del tamaño y la eficacia de la organización. Esta organización juvenil clandestina continuó existiendo hasta principios de 1923, cuando se disolvió junto con el Partido Comunista adulto clandestino, dejando a los grupos de jóvenes y adultos "superficiales" como las únicas organizaciones restantes.

### Periodo de la Gran Depresión
El giro hacia el Frente Popular inició un período de mayor crecimiento de la LJC y puede haber tenido hasta 12.000 miembros solo en la ciudad de Nueva York en 1939.
El 17 de octubre de 1943, la LJC se reunió en una convención nacional en la ciudad de Nueva York, aprobó una resolución para disolverse e inmediatamente se volvió a reunir bajo un nuevo nombre organizativo, American Youth for Democracy (AYD).
Siguió al Partido Comunista de los Estados Unidos hasta su disolución, reconstituyéndose como Juventud por la Democracia estadounidense (AYD). 
El CPUSA restableció una organización juvenil en 1949 como la Liga de la Juventud Obrera, que se disolvió en la disensión que siguió a la Revolución húngara de 1956 y el XX Congreso del PCUS. En 1965, después de un período de actividad principalmente local, se formaron los DuBois Clubs y luego se les cambió el nombre a Liga de Liberación de Jóvenes Trabajadores antes de reafirmar el nombre original Liga de Jóvenes Comunistas en 1984.

## Disolución
Después de las restauración del capitalismo en los países del Pacto de Varsovia, la YCL y el Partido experimentaron una disminución de miembros. Sin embargo, después de la discutida Elecciones presidenciales de los Estados Unidos de 2000 de George W. Bush como presidente de los Estados Unidos y la escalada del militarismo, la membresía comenzó a aumentar nuevamente.  
La YCL experimentó un rápido crecimiento en el número de miembros después de las elecciones de 2008, en gran parte debido al papel prominente desempeñado por la juventud en la elección de Barack Obama y al hecho de que sus opositores criticaron su retórica prolaboral como "socialista". La membresía siguió creciendo durante la presidencia de Obama, a medida que un número cada vez mayor de estadounidenses jóvenes de izquierda estaban insatisfechos con las decisiones políticas de esa administración.[cita requerida]
Los miembros de YCL argumentaron que la organización operaba en ciudades y áreas rurales de todo el país. Las más prominentes en escuelas y conferencias nacionales con sede en Chicago, Illinois.  Según su constitución, "La YCL está dedicada a los intereses de todos los jóvenes y está dedicada a la causa revolucionaria de la clase trabajadora de nuestro país, la transformación de los Estados Unidos a través de la lucha democrática de masas en una sociedad socialista".
En los años inmediatamente anteriores a su disolución, los miembros de YCL argumentaron en la prensa de CPUSA y YCL que el grupo había experimentado una rápida tasa de expansión y, por lo tanto, había abierto capítulos en todo el país.  Esta rápida afluencia de miembros condujo cada vez más hacia una base más radical y militante que condujo al conflicto con el CPUSA, que tenía una postura más liberal, pro-Partido Demócrata.  En respuesta, el CPUSA absorbió y disolvió la YCL, lo que provocó que muchos clubes se fueran y se independizaran o se realinearan con otros grupos comunistas, como los Guardias Rojos.

## Restablecimiento
En 2019, se aprobó una resolución en la 31.ª Convención Nacional del CPUSA que pedía restablecer la Liga de Jóvenes Comunistas. En 2020, el CPUSA restableció oficialmente la YCL.